# Foto das cabeças cortadas do bando de Lampião

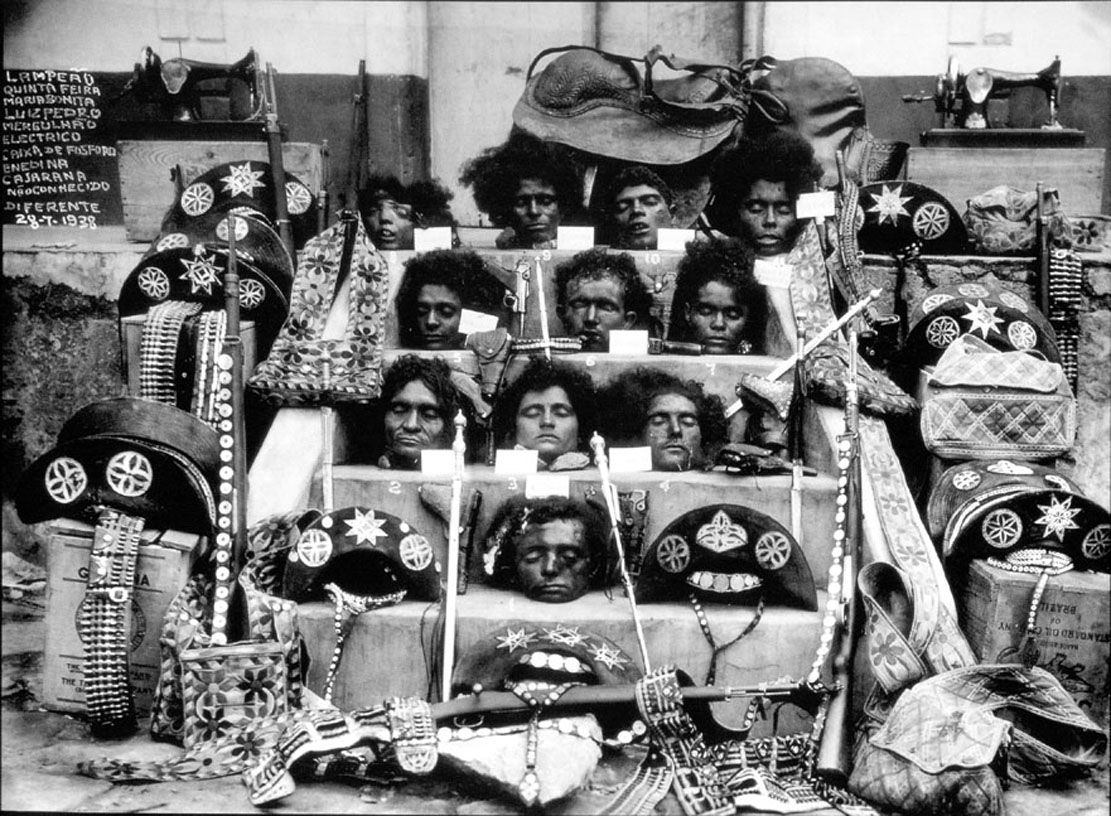
As cabeças dos cangaceiros incluindo Lampião (no primeiro degrau) e Maria Bonita (ao centro, no segundo degrau) na cidade de Piranhas em Alagoas

A foto das cabeças cortadas do bando de Lampião é uma fotografia de autoria desconhecida e que se tornou célebre em escala mundial quando foi publicada no ano de 1938.[carece de fontes?] Trata-se de uma foto exibindo as cabeças dos integrantes do bando de Lampião que haviam sido capturados e mortos por soldados liderados pelo tenente João Bezerra da Silva na madrugada de 28 de julho daquele mesmo ano. As cabeças foram dispostas nos degraus da escadaria do Palácio Dom Pedro II, que é a atual sede da prefeitura do município brasileiro de Piranhas, no estado de Alagoas. A imagem é considerada uma fotografia icônica e histórica.

## Contexto
Na madrugada do dia em que a foto foi tirada, 45 soldados armados de fuzis, duas metralhadoras e comandados pelo tenente João Bezerra obtiveram êxito em atacar e matar os integrantes do bando de Lampião.[carece de fontes?] Foram todos então decapitados. As cabeças dos integrantes do bando foram colocadas em latas de querosene para evitar a deterioração. Durante o dia, o soldado Josias Valão fez o arranjo das cabeças na escada, incluindo chapéus, rifles e outros pertences do bando na escada da prefeitura de Piranhas, a quarenta quilômetros da Fazenda Angicos, já no município de Poço Redondo.[carece de fontes?] As cabeças seguiram então por um cortejo por várias cidades nordestinas, até serem levadas para o Instituto Médico Legal Nina Rodrigues, na Bahia. Lá, as cabeças ficaram expostas no museu do Instituto entre os anos de 1938 e 1969, quando foram entregues então aos seus respectivos familiares.[carece de fontes?]